# Упа (Естонія)
У́па (ест. Upa küla) — село в Естонії, у волості Ляене-Сааре повіту Сааремаа.

## Населення
Чисельність населення на 31 грудня 2011 року становила 122 особи.

## Географія
Край села проходить автошлях 10 ( Рісті — Віртсу — Куйвасту  — Курессааре). Від села починається дорога 79 (Упа — Лейзі).

## Історія
Під час Сааремааського повстання (Saaremaa mäss) 1919 року проти Тимчасового уряду Естонії в селі Упа розміщувалась штаб-квартира керівництва повтанців.
До 12 грудня 2014 року село входило до складу волості Каарма.

## Пам'ятки природи
Поблизу села розташовуються природоохоронні території:
- заказник Пидусте-Упа (Põduste-Upa hoiuala), площа — 339,3 га (58°18′6″ пн. ш. 22°31′14″ сх. д. / 58.30167° пн. ш. 22.52056° сх. д.)[3];
- діброва Кудьяпе (Kudjape tammik) площею 17,1 га (58°15′42″ пн. ш. 22°31′28″ сх. д. / 58.26167° пн. ш. 22.52444° сх. д.)[4].